# 簗田持助 (安土桃山時代)
簗田 持助（やなだ もちすけ）は、戦国時代から安土桃山時代にかけての武将。足利氏（古河公方）の家臣。下総国関宿城・水海城主。同名の簗田持助の玄孫にあたる。

## 略歴
天文18年（1549年）、簗田晴助の子として誕生。永禄10年（1567年）に父・晴助の出家により家督を継ぐ。
当時の晴助は後北条氏が擁立した足利義氏を古河公方とは認めず、里見氏を頼っていた足利藤政を擁立し、上杉謙信や佐竹義重らの支援を受けて、北条軍に対して徹底抗戦をしていた。しかし、天正2年（1574年）、ついに関宿城は陥落して晴助親子は助命されたものの、支城である水海城に追放される。その後も佐竹氏の援助を受けて抵抗するが、足利義氏の説得に応じて、義氏の許に出仕して、筆頭重臣として仕えた。
天正10年（1582年）に義氏が死去すると、その葬儀を執事として執り行ったが、直後に関宿城は親北条氏の簗田家中の一派に奪われたため、持助は再び北条氏と対立した。
天正15年（1587年）、死去。